# 화분학

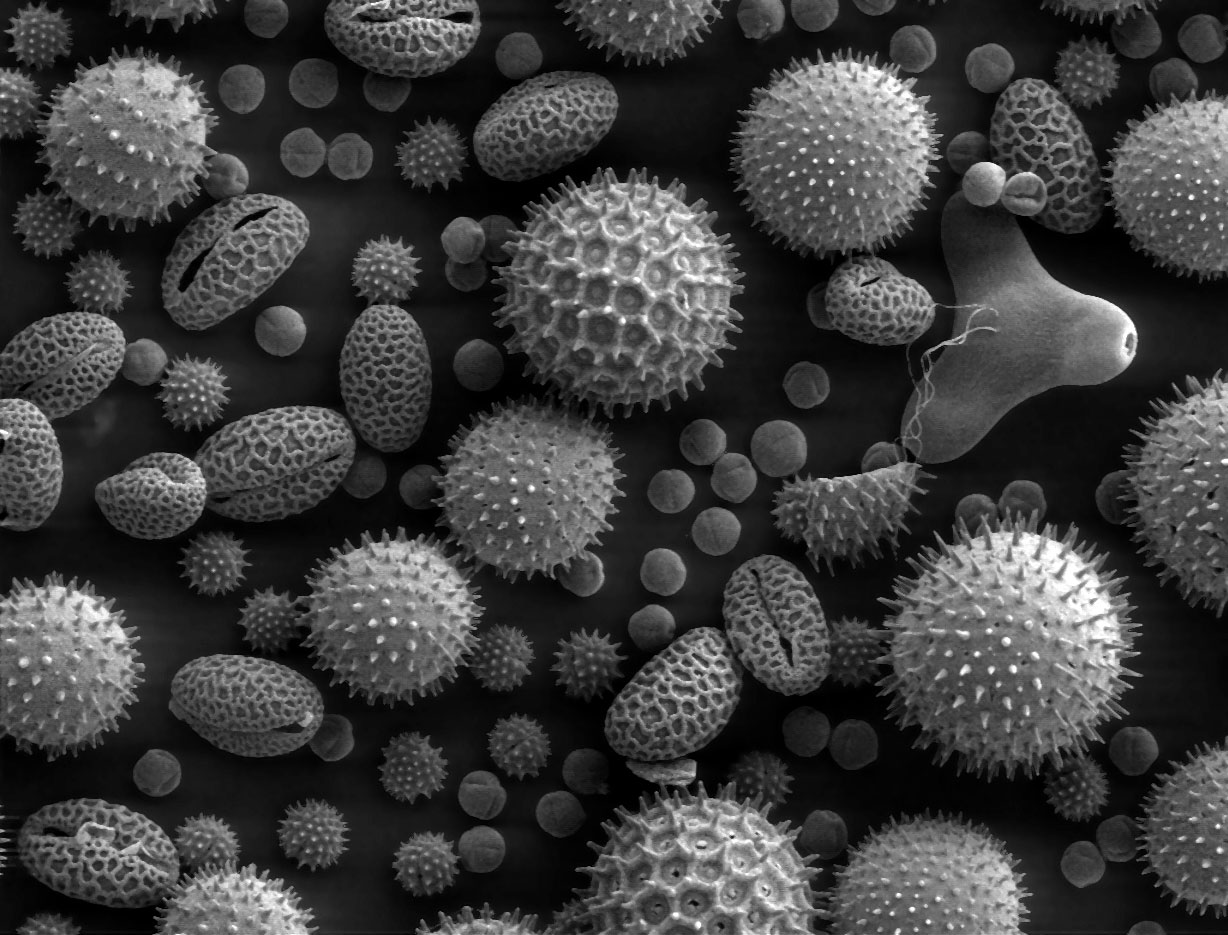

화분학(花粉學)은 꽃가루의 형태나 발생,수정기구 또는 그 물리,화학적 성질의 연구를 하는 학문이다. 화분과 포자의 형태가 종류마다 다르므르 탄생되었다. 화분의 발생과정, 화분벽의 화학성분, 화분과 주두(암술머리)의 상호인식에 대한 생리 등에 대한 연구를 한다.

## 화분학 연구의 이점
1. 표본을 구하기 쉽다. 모든 분류학자들은 반드시 꽃이 있는 식물을 채집하는데, 아무리 오래 되었다 하더라도, 식물표본에서는 화분을 채취할 수 있고, 화분의 형태 또한 시간이 지나도 변하지 않는다.
2. 연구하는데 경제적이다. 화분을 관찰하기 위해서는 초산분해라는 과정을 거치게 되는데, 이 과정에 필요한 약품이 아주 저렴하다. 또 초산분해 하는 데 비싼 기계가 필요하지 않고, 시간도 하루밖에 걸리지 않는다. 따라서 연구에 소요되는 시간, 노력, 돈이 어느 형질을 연구하는 것 보다 적게 든다.[1]

## 화분학의 응용
화학, 의학 분야에서는 꽃가루 속의 단백질이나 화분병(알레르기 질환)이 주요 연구과제이며, 양봉에서는 벌꿀원식물의 연구, 꿀의 영양가 연구가 주된 과제이다. 임학에서는 삼림의 변천, 우량품종의 교배, 품종개량 등에 화분학을 응용하며, 고고학에서는 유적 등의 흙에 함유된 꽃가루에 의해 당시의 식생,고기후를 판단한다. 지질학에서는 석탄을 구성하는 식물의 연구나 지층의 대비에 지층 중에 포함되 꽃가루, 포자화석이 이용된다